# Norrbomia fumipennis
Norrbomia fumipennis är en tvåvingeart som först beskrevs av Christian Stenhammar 1855.  Norrbomia fumipennis ingår i släktet Norrbomia, och familjen hoppflugor. Arten är reproducerande i Sverige.